# Zoarces andriashevi
Zoarces andriashevi es una especie de pez de la familia de los Zoarcidae en el orden de los perciformes.

## Morfología
- Los machos pueden llegar a alcanzar los 19,5 cm de longitud total.
- Número de vértebras: 115-122.[1][2]

## Hábitat
Es un pez de mar y demersal que vive hasta los 96 m de profundidad.

## Distribución geográfica
Se encuentra al suroeste de Kamchatka (Rusia ).

## Observaciones
Es inofensivo para los humanos. 